# Costa de Ópalo
La Costa de Ópalo (en francés: Côte d'Opale) es una región costera del norte de Francia, que bordea el mar del Norte y el canal de la Mancha. Está situada frente a los acantilados del sureste de Inglaterra. Cubre el litoral de los distritos de Dunkerque, Calais, Saint-Omer, Boulogne-sur-Mer y Montreuil, a saber 120 km de costa entre la frontera de Bélgica y el límite entre el departamento de Paso de Calais y el de Somme (a la altura de Berck).
Las ciudades principales de la costa de Ópalo son Dunkerque (ciudad de 90 000 habitantes y área urbana de 250 000 habitantes), Calais (ciudad de 75 000 habitantes y área urbana de 125 000 habitantes) y Boulogne-sur-Mer (ciudad de 45 000 habitantes y área urbana de 135 000 habitantes). Por su posición central entre las principales playas y sitios turísticos de la región, se suele considerar que Boulogne-sur-Mer es la «capital de la costa de Ópalo».
La costa de Ópalo reúne paisajes variados de playas, dunas, marismas, estuarios y acantilados. Su relieve es interrumpido por dos grandes acantilados situados entre Calais y Boulogne: el cabo Blanc-Nez, que se eleva a 132 m sobre el nivel del mar, y el cabo Gris-Nez, de 50 m de altitud. Este último es el punto del litoral francés más cercano al Reino Unido.
Entre estos relieves, se suceden largas playas de arena fina que solo interrumpen la reserva natural de la bahía del río Canche y la bahía del río Authie. 